# 环加成反应
环加成反应（英文：Cycloaddition）是两个或多个不饱和化合物（或同一化合物的不同部分）结合生成环状化合物，并伴随有系统总键级数减少的化学反应。它可以是周环反应或非协同的分步反应。逆过程称为环消除反应。
环加成反应的两种主要类型是狄尔斯-阿尔德反应和1,3-偶极环加成反应。
根据前线轨道理论，两个分子之间的环加成反应符合以下几点：
1. 环加成反应中起决定作用的是一个分子的HOMO与另一个分子的LUMO。电子在反应过程中，从一个分子的HOMO流入另一个分子的LUMO。这主要是由于反键效应的缘故，使得两个HOMO相互作用时体系的能量升高，而在LUMO与HOMO作用时体系能量降低，趋于稳定；
2. 在形成新的σ键时，两个起作用的轨道必须发生同位相的重叠。同位相重叠使能量降低，互相吸引，而异位相重叠使能量升高，产生排斥作用；
3. 相互作用的两个轨道能量必须接近，而且能量越接近，反应就越容易进行。这是因为能差的减小会使新形成的成键轨道能级降低，从而使体系的能量降低值增大，体系趋于稳定。

## 分类
环加成反应有两种分类方法。一种是根据参加反应的原子数标记，写为{\displaystyle (i+j+...)\,}的形式。i和j等是参加反应的每个分子或某个分子的不同部分提供的原子数，反应后形成的新环含有的原子数应为i+j+...。例如，狄尔斯-阿尔德反应记为(4+2)环加成反应，1,3-偶极环加成反应（如烯烃臭氧化反应的第一步加成）记为(3+2)环加成反应。
第二种是IUPAC鼓励的分类方法，也就是按照参加反应的电子数来标记，写为{\displaystyle [i+j+...]\,}。在这种命名方法下，降冰片二烯与活化炔烃的反应记为[2+2+2]环加成反应，狄尔斯-阿尔德反应记为[4+2]环加成反应，而烯烃臭氧化的第一步反应则记为[2+2]环加成反应。此外，还可以进一步用下标表明反应的其他性质。a代表异面，s代表同面，写在数字的后下方；轨道性质（σ、π、n）写在数字的前下方。这样，狄尔斯-阿尔德反应便可记作{\displaystyle [_{\pi }4_{s}+_{\pi }2_{s}]\,}，表明一个反应物给出4个π电子，另一个反应物给出2个π电子，它们发生的是同面-同面加成。

## 反应机理
在加热时发生环加成反应的原料多为(4n+2)体系，受轨道对称性影响，反应以同面-同面加成或异面-异面加成（少见）进行。同面指π键同一侧的两个轨道瓣进行反应，异面对应异侧。少数4n体系反应物的环加成反应是允许的。它们为同面-异面加成机理，例如在烯酮的二聚反应中，烯酮正交的p轨道促使交叉中间体的生成，使得反应可以进行，生成产物二烯酮。
4n体系底物可以在受光作用下，HOMO（π成键轨道）的一个电子被激发到LUMO（π*反键）上，这样激发态的HOMO与基态的LUMO波相符合，可以发生同面-同面加成。下面肉桂酸受光激发二聚为环丁烷衍生物的反应便是一个例子。
一般地讲，环加成反应具有以下选择性规则：
| 参加反应的π电子数之和                            | 4n+2 | 4n+2 | 4n   | 4n   |
| ------------------------------------------------ | ---- | ---- | ---- | ---- |
| 同面-同面                                        | Δ    | hν   | Δ    | hν   |
| 同面-同面                                        | 允许 | 禁阻 | 禁阻 | 允许 |
| 同面-异面                                        | Δ    | hν   | Δ    | hν   |
| 同面-异面                                        | 禁阻 | 允许 | 允许 | 禁阻 |
| 注：“允许”指“对称性允许”，“禁阻”指“对称性禁阻”。 |      |      |      |      |

以上规则只表明反应按照协同机理进行的活化能大小，并不排除反应按照其他机理进行。例如，按反应选择性规则，(2+2)环加成反应在加热时是对称性禁阻的，但二氟二氯乙烯在200°C时形成四氟四氯环丁烷似乎与以上规则相矛盾。实际上，该反应是通过一个双自由基的反应中间体进行的，并不经由协同机理。这也是很多(2+2)环化反应看上去不符合选择性规则的原因。
有些具有张力的环丙烷环系，由于具有显著的π键性质，也可以发生环加成反应。例如下图中的四环庚烷与DMAD的反应：

## “表环加成”
有些金属催化的环加成反应属于多步的非协同反应，因此被称为“表环加成反应”（Formal cycloaddition），以将它们与一步完成的周环反应相区别。一般来讲，表环加成反应包括的情况有：反应中间体为带有电荷或为自由基；产物由多步反应得到。下面便是一个表[3+3]环加成反应，反应物是一个环状α,β-不饱和酮和一个烯胺，在正丁基锂作用下，发生烯胺烷基化和1,2-加成的连续反应，得到类似于环加成的产物。